# Salvador de Tavira
Salvador de Tavira (España, ¿?-¿?, ¿?) fue el primer representante oficial de España en Chile tras la guerra de la independencia. Logró inicialmente afianzar las relaciones entre ambos países, pero a pesar de sus esfuerzos y advertencias fue destituido de su cargo en 1865 a petición de los residentes españoles en Chile. Tras su partida, las humillantes condiciones que su gobierno quiso imponer a Chile condujeron a la guerra hispano-sudamericana (1865-1866).

## Carrera diplomática
Eñ 25 de abril de 1844 se había firmado el tratado de paz y amistad entre España y Chile por el que la antigua potencia colonial reconocía la independencia chilena y se establecían relaciones diplomáticas.
Tavira fue enviado a Chile en 1848 para convertirse en el primer plenipotenciario español en Chile, reconocido en el carácter de encargado de negocios por el Gobierno de Santiago con fecha 13 de diciembre de 1847.
Ya al comienzo de su estadía, Chile cambió la letra de su «Canción Nacional», inicialmente escrita en 1819 por Bernardo de Vera y Pintado. Las hirientes alusiones a España fueron retiradas en la actual versión de Eusebio Lillo.
Manuel Barros van Buren sostiene que Tavira viajó a Lima por encargo de su gobierno para establecer relaciones diplomáticas entre Perú y España, pero no menciona los resultados de su misión.: 235 
Para resolver los crecientes conflictos derivados de la ocupación española de las islas Chinchas, Tavira suscribió en 1865 el "Tratado Covarrubias-Tavira", el que al no tener la sanción de España hizo que Salvador de Tavira debiera regresar a su país.
Como primer representante de su país fue nombrado Tavira, sobre quien el historiador Pedro de Novo y Colson escribe:
Don Salvador de Tavira era hombre honrado i caballeroso. Su residencia en Chile databa de muchos años, i esta circunstancia, unida a lo espansivo i agradable de su carácter, lo había relacionado íntimamente con toda la alta sociedad del país, entre la que contaba a sus mejores amigos. Lójico era que prefiriese obtener una solución pacífica en nuestro conflicto político con Chile, dentro de los medios honrosos i dignos que debía esperar España de su representante. Conocedor al mismo tiempo del carácter de los chilenos i convencido de su desmedido orgullo no habría de aceptar otra solución que la guerra si nuestras reclamaciones revestían una forma humillante, halló preferible en el fondo de su conciencia terminar el conflicto con arreglo a las instrucciones del 24 de febrero, alegando que un rompimiento con Chile en los instantes que la revolución del Perú (i con ella la caducidad del tratado reciente) privaria a la escuadra española de todo refujio en el litoral del Pacífico, a la vez que perjudicaría altamente los intereses de todos los españoles avecindados en dichas repúblicas. I también contribuyó poderosamente a que dejase de cumplir las instrucciones del 25 de marzo, el considerar que el gobierno de S. M., al espedir dicha real órden, ignoraba que por el artículo 8° del convenio celebrado con el Perú se reconocía como causa para exijir la indemnización de los tres millones de duros, que aquella república había desechado los buenos oficios del ajente de un gobierno amigo de ambas naciones (Chile).
A petición de los residentes españoles en Chile, Tavira fue reemplazado por José Manuel Pareja.
Tavira regresó a España y fue nombrado presidente de la parte española de la comisión mixta hispano-portuguesa encargada de fijar la línea fronteriza entre ambos países peninsulares, que desembocó en el Tratado de Lisboa de 1864.
Tavira volvió a Chile tras la guerra.: 238 
En una vista retrospectiva, Pedro Bermejo Marín cita a Jover Zamora para comparar a los responsables españoles: Casto Méndez Núñez, el héroe victorioso, cumplidor de sus instrucciones en condiciones terriblemente difíciles; frente a Pareja, el héroe trágico, muerto en expiación de sus errores y frente al diplomático, Salvador Tavira, el antihéroe, que se jugó el puesto y aun su honor personal por evitar la guerra.